# Долгушин Олександр Трохимович
Долгушин Олександр Трохимович (13 серпня 1925 року, с. Макушкіно Пономарьовського району Оренбурзької області (нині — Російська Федерація)) — український поет. Член Національної спілки письменників України (1999).

## Життєпис
- 13 серпня 1925 року у с. Макушкіно Пономарьовського району Оренбурзької області (нині — Російська Федерація) народився Олександр Долгушин.
- У 1941—1945 рр. — учасник німецько-радянської війни. У квітні 1944 року складі Радянської армії воював у Тернополі (артилерист 60-ї армії).[1]
- Із 1944 року живе в Тернополі. Працював кореспондентом військових газет.
- Із 1955 по 1961 рр. працював у Тернопільській вечірній середній школі робітничої молоді.
- У 1961 році закінчив Літературний інститут імені Максима Горького у Москві.
- Із 1962 по 1982 рр. — кореспондент газети Прикарпатського військового округу.
- У 1970 році закінчив Івано-Франківський педагогічний інститут.

## Літературна діяльність
У літературній діяльності дебютував віршем «Я клятву Родине даю» у фронтовій газеті «За Родину» (липень, 1942). Літературна творчість поета спрямована на патріотичне виховання молоді, присвячена темам добра, злагоди, любові.
Із 18 травня 1999 р. — член Національної спілки письменників України.
Автор збірок поезій:
- Память сердца (1988)
- Звездный час (1991)
- Прозрение (1993)
- Світанок над Дніпром (1994)
- Тернистый путь (1995)
- Воскресіння (1996)
- Синам України (1997)
- В леті вічності (1998)
- Священна пам'ять (2004)
- Долі поєднані війною (2005)
- Водоворот (2005)
- Сльози матері (2005)
- След жизни (2006)
- Дочкам України (2006)
- До дня примирення (2007)
- Доля за Волю (2007)
- Излом века (2007)

Усі збірки поезій друкувалися у видавництвах м. Тернопіль.

## Нагороди
- Орден Червоної зірки,
- Орден Вітчизняної війни,
- орден Богдана Хмельницького